# Namazga-Depe
Namazga-Depe (ook Namazgadepe of Namazga-Tepe) is, samen met Jeýtun, een van de oudste archeologische vindplaatsen in Centraal-Azië. De 70 hectare grote tepe (heuvel) ligt 80 kilometer ten zuidoosten van Asjchabad in Turkmenistan, vlak bij de Iraanse grens, en wordt beschouwd als een belangrijk voorbeeld van vroege landbouw in de regio. In Namazga-Depe zijn fasen I-VI te onderscheiden.
De eerste opgravingen vonden plaats in de jaren 1950. De site is belangrijk voor het creëren van een bronstijd-chronologie van de regio.
In Namazga-Depe werden riviermondingsgebieden gereguleerd met behulp van liman-irrigatie en gebruikt voor graanproductie. Naarmate de cultuur zich ontwikkelde, vonden er technische innovaties plaats, zoals het gebruik van karren en wagens, het gebruik van runderen als trekdieren en het gebruik van de pottenbakkersschijf. Vondsten bewijzen verbindingen met Sarazm in Tadzjikistan, Iran, Afghanistan en de Harappacultuur.
De oudste nederzettingslagen werden toegeschreven aan de kopertijd. In Namazga I waren er sporen van contacten met Tepe Sialk en andere culturen in de regio. Namazga II is tussen 5300 en 4300 v.Chr. gedateerd. Tijdens fase III duiden veranderingen in het begrafenisritueel, het aardewerk en vooral de schedelvorm op immigratie. Bewijzen van metaalgebruik zijn te vinden in de lagen uit de bronstijd (Namazga IV en V, 2400 - 1700 v.Chr.). Koper was al bekend in Namazga I, maar de drie vroege fasen waren agrarische dorpsculturen. Vanaf Namazga IV werden pottenbakkersschijven gebruikt en de nederzettingen werden versterkt door een leemstenen muur en waren aanzienlijk groter. In laag V bevinden zich huizen van leemsteen met meerdere kamers en steegjes, twee- en vierwielige wagenmodellen van klei en bronzen gereedschappen.
Er waren verschillende stijlen van polychroom aardewerk, dat op de pottenbakkersschijf werd gemaakt en in ronde of vierkante ovens van twee verdiepingen werd gebakken. De ovens, waarvan sommige zeer complex waren, hadden kraaggewelven van droog gestapelde stenen. Alleen de onderste verbrandingskamers van de aardewerkovens, die ook centrale pilaren of scheidingswanden bevatten, bleven bewaard. De binnendiameters van de ronde ovens liggen tussen de 1 en 2,25 meter. De afmetingen van de wanden liggen tussen de 0,3 en 0,45 meter.
Sommige kleifiguren van Karadepe zijn vergelijkbaar met die uit de Obeidcultuur van Mesopotamië. Er werden klei- en steenzegels gevonden. De variërende rijkdom van de grafgiften suggereert een sociale hiërarchie. Figuren van Moedergoden geven informatie over de religieuze ideeën in Namazgadepe.